# 学前塔
35°49′10″N 111°16′20″E / 35.81944°N 111.27222°E
学前塔又名文峰塔，位于中国山西省襄汾县汾城镇汾城文庙附近的太平县试院内，系明代早期为祈太平文风蔚盛而建造的风水塔，砖砌，高24米，八角九层，实心无阶梯。2006年5月25日公布为第六批全国重点文物保护单位。